# Formule 1 v roce 2006
V ročníku 2006 Mistrovství světa Formule 1 se poprvé v historii začínalo v Bahrajnu, nový byl také systém kvalifikace. Ta se nepovedla Kimi Räikkönenovi, jehož vůz nejprve přišel o zadní přítlačné křídlo a poté o zavěšení zadního kola. Naopak tým Ferrari zvládl nástrahy nového systému beze zbytku a zajistil si první řadu. Michael Schumacher si tak zajistil další rekord, šedesátpětkrát stál na prvním místě na roštu, to se povedlo pouze legendárnímu Brazilci Sennovi.
Nejlépe odstartovali oba jezdci na Ferrari, ale hned po prvním kole se mezi ně vklínil úřadující mistr světa Fernando Alonso. Felipe Massa na druhém Ferrari musel čelit technickým problémům. Nejprve na trati jen o kousek minul Alonsa, pak dostal smyk a skončil mimo trať. Po zajetí do boxu mechanici nemohli uvolnit zadní kolo jeho vozu. Felipe se poté musel probít z posledního místa až na konečné 9. v cíli.
Skvěle si vedl nováček Nico Rosberg. Nejenže dojel na bodovaném místě, ale zajel i nejrychlejší kolo závodu. O vítězi Velké ceny Bahrajnu rozhodla až poslední zastávka v boxech, kterou o zlomek sekundy lépe zvládl Alonso.
Velká cena Malajsie přinesla hodně vzrušení kolem pružných křídel na voze Ferrari a aby toho nebylo málo oba vozy musely měnit motor Massa dokonce dvakrát. Kvalifikace nevyšla také Alonsovi, až sedmé místo, zato jeho stájový kolega Fisichella zářil, zajel celou kvalifikaci nejlépe. Giancarlo Fisichella dokázal i v závodě, že je dostatečně rychlý a dojel si pro třetí vítězství ve velké ceně. Alonso druhým místem zajistil Renaultu druhé dvojvítězství, které od sebe dělí neuvěřitelných 24 let.

## Pravidla
Boduje prvních 8 jezdců podle klíče:
- První – 10 bodů
- Druhý – 8 bodů
- Třetí – 6 bodů
- Čtvrtý – 5 bodů
- Pátý – 4 body
- Šestý – 3 body
- Sedmý – 2 body
- Osmý – 1 bod

Motor – osm válců, 2,4litrový, válce musejí svírat úhel 90°, vrtání nesmí být větší než 98 mm a minimální hmotnost 95 kg, těžiště nesmí být níže než 165 mm nad referenční deskou. Mohou být použity i omezené desetiválcové motory.
Znovu povolena výměna pneumatik v boxech.
Sobotní trénink – dopolední hodinovka (loni 2×45 minut)
Kvalifikace rozdělena do tří bloků:
- 1. blok – 15 minut, neomezený počet kol, povoleno dotankování, odpadne 6 nejpomalejších vozů, které se podle časů seřadí na startovním roštu od 17. do 22. místa.
- 5 minut přestávka
- 2. blok – 15 minut, neomezený počet kol, povoleno dotankování, odpadne 6 nejpomalejších vozů, které se podle časů seřadí na startovním roštu od 11. do 16. místa.
- 5 minut přestávka
- 3. blok – 20 minut, vozy musí dotankovat palivo, se kterým budou startovat do závodu, po skončení kvalifikace budou moci podle počtu odjetých kol doplnit spálený benzín podle kritérii FIA.

Po celou dobu kvalifikace platí pravidlo parc fermé, týmy nemohou mezi jednotlivými jízdami ladit vozy. Vozy, které odpadly v prvních dvou blocích, mohou dotankovat palivo i po kvalifikaci.

## Složení týmů
| #  | Obr. | Tým                                 | Konstruktér                      | Šasi         | Motor                     | Pneu | Č. | Obr. | Zkr.                 | Piloti             | Závody | Č. | Testovací jezdci                                                                                              |
| -- | ---- | ----------------------------------- | -------------------------------- | ------------ | ------------------------- | ---- | -- | ---- | -------------------- | ------------------ | ------ | -- | --- |
| 1  |      | Mild Seven Renault F1 Team          | Renault                          | R26          | Renault RS26 2.4 V8       | M    | 1  |      | ALO                  | Fernando Alonso    | Vše    | 31 | Heikki Kovalainen                                                                                             |
| 1  | 2    | Mild Seven Renault F1 Team          | Renault                          | R26          | Renault RS26 2.4 V8       | M    |    | FIS  | Giancarlo Fisichella |                    | Vše    | 31 | Heikki Kovalainen                                                                                             |
| 1  |      | Team McLaren Mercedes               | McLaren-Mercedes                 | MP4-21       | Mercedes FO 108S 2.4 V8   | M    | 3  |      | RAI                  | Kimi Räikkönen     | Vše    | 32 | Pedro de la Rosa Gary Paffett                                                                                 |
| 1  | 4    | Team McLaren Mercedes               | McLaren-Mercedes                 | MP4-21       | Mercedes FO 108S 2.4 V8   | M    |    | MOY  | Juan Pablo Montoya   | 1–10               |        | 32 | Pedro de la Rosa Gary Paffett                                                                                 |
| 1  | 4    | Team McLaren Mercedes               | McLaren-Mercedes                 | MP4-21       | Mercedes FO 108S 2.4 V8   | M    |    | DLR  | Pedro de la Rosa     | 11–18              |        | 32 | Pedro de la Rosa Gary Paffett                                                                                 |
| 3  |      | Scuderia Ferrari Marlboro           | Ferrari                          | 248 F1       | Ferrari 056 2.4 V8        | B    | 5  |      | MSC                  | Michael Schumacher | Vše    | 33 | Luca Badoer Marc Gené                                                                                         |
| 3  | 6    | Scuderia Ferrari Marlboro           | Ferrari                          | 248 F1       | Ferrari 056 2.4 V8        | B    |    | MAS  | Felipe Massa         |                    | Vše    | 33 | Luca Badoer Marc Gené                                                                                         |
| 4  |      | Panasonic Toyota Racing             | Toyota                           | TF106 TF106B | Toyota RVX-06 2.4 V8      | B    | 7  |      | RSC                  | Ralf Schumacher    | Vše    | 34 | Olivier Panis Ricardo Zonta                                                                                   |
| 4  | 8    | Panasonic Toyota Racing             | Toyota                           | TF106 TF106B | Toyota RVX-06 2.4 V8      | B    |    | TRU  | Jarno Trulli         |                    | Vše    | 34 | Olivier Panis Ricardo Zonta                                                                                   |
| 5  |      | Williams F1 Team                    | Williams-Cosworth                | FW28         | Cosworth CA2006 2.4 V8    | B    | 9  |      | WEB                  | Mark Webber        | Vše    | 35 | Alexander Wurz Narain Karthikeyan                                                                             |
| 5  | 10   | Williams F1 Team                    | Williams-Cosworth                | FW28         | Cosworth CA2006 2.4 V8    | B    |    | ROS  | Nico Rosberg         |                    | Vše    | 35 | Alexander Wurz Narain Karthikeyan                                                                             |
| 6  |      | Lucky Strike Honda Racing F1 Team   | Honda                            | RA106        | Honda RA806E 2.4 V8       | M    | 11 |      | BAR                  | Rubens Barrichello | Vše    | 36 | Anthony Davidson Adam Carroll Danilo Dirani Alan van der Merwe                                                |
| 6  | 12   | Lucky Strike Honda Racing F1 Team   | Honda                            | RA106        | Honda RA806E 2.4 V8       | M    |    | BUT  | Jenson Button        |                    | Vše    | 36 | Anthony Davidson Adam Carroll Danilo Dirani Alan van der Merwe                                                |
| 7  |      | Red Bull Racing                     | Red Bull-Ferrari                 | RB2          | Ferrari 056 2.4 V8        | M    | 14 |      | COU                  | David Coulthard    | Vše    | 37 | Robert Doornbos Michael Ammermüller                                                                           |
| 7  | 15   | Red Bull Racing                     | Red Bull-Ferrari                 | RB2          | Ferrari 056 2.4 V8        | M    |    | KLI  | Christian Klien      | 1–15               |        | 37 | Robert Doornbos Michael Ammermüller                                                                           |
| 7  | 15   | Red Bull Racing                     | Red Bull-Ferrari                 | RB2          | Ferrari 056 2.4 V8        | M    |    | DOR  | Robert Doornbos      | 16–18              |        | 37 | Robert Doornbos Michael Ammermüller                                                                           |
| 8  |      | BMW Sauber F1 Team                  | BMW Sauber                       | F1.06        | BMW P86 2.4 V8            | M    | 16 |      | HEI                  | Nick Heidfeld      | Vše    | 38 | Robert Kubica Sebastian Vettel                                                                                |
| 8  | 17   | BMW Sauber F1 Team                  | BMW Sauber                       | F1.06        | BMW P86 2.4 V8            | M    |    | VIL  | Jacques Villeneuve   | 1–12               |        | 38 | Robert Kubica Sebastian Vettel                                                                                |
| 8  | 17   | BMW Sauber F1 Team                  | BMW Sauber                       | F1.06        | BMW P86 2.4 V8            | M    |    | KUB  | Robert Kubica        | 13–18              |        | 38 | Robert Kubica Sebastian Vettel                                                                                |
| 9  |      | Midland F1 Racing Spyker MF1 Racing | Midland-Toyota Spyker MF1-Toyota | M16          | Toyota RVX-06 2.4 V8      | B    | 18 |      | MON                  | Tiago Monteiro     | Vše    | 39 | Markus Winkelhock Giorgio Mondini Adrian Sutil Alexandre Prémat Ernesto Viso Roman Rusinov Fabrizio del Monte |
| 9  | 19   | Midland F1 Racing Spyker MF1 Racing | Midland-Toyota Spyker MF1-Toyota | M16          | Toyota RVX-06 2.4 V8      | B    |    | ALB  | Christijan Albers    |                    | Vše    | 39 | Markus Winkelhock Giorgio Mondini Adrian Sutil Alexandre Prémat Ernesto Viso Roman Rusinov Fabrizio del Monte |
| 10 |      | Scuderia Toro Rosso                 | Toro Rosso-Cosworth              | STR1         | Cosworth TJ2005-2 3.0 V10 | M    | 20 |      | LIU                  | Vitantonio Liuzzi  | Vše    | 40 | Neel Jani |
| 10 | 21   | Scuderia Toro Rosso                 | Toro Rosso-Cosworth              | STR1         | Cosworth TJ2005-2 3.0 V10 | M    |    | SPE  | Scott Speed          |                    | Vše    | 40 | Neel Jani |
| 11 |      | Super Aguri F1 Team                 | Super Aguri-Honda                | SA05 SA06    | Honda RA806E 2.4 V8       | B    | 22 |      | SAT                  | Takuma Sato        | Vše    | 41 | James Rossiter Franck Montagny Sakon Jamamoto                                                                 |
| 11 | 23   | Super Aguri F1 Team                 | Super Aguri-Honda                | SA05 SA06    | Honda RA806E 2.4 V8       | B    |    | IDE  | Júdži Ide            | 1–4                |        | 41 | James Rossiter Franck Montagny Sakon Jamamoto                                                                 |
| 11 | 23   | Super Aguri F1 Team                 | Super Aguri-Honda                | SA05 SA06    | Honda RA806E 2.4 V8       | B    |    | MOT  | Franck Montagny      | 5–11               |        | 41 | James Rossiter Franck Montagny Sakon Jamamoto                                                                 |
| 11 | 23   | Super Aguri F1 Team                 | Super Aguri-Honda                | SA05 SA06    | Honda RA806E 2.4 V8       | B    |    | YAM  | Sakon Jamamoto       | 12–18              |        | 41 | James Rossiter Franck Montagny Sakon Jamamoto                                                                 |

## Velké ceny
| Datum               | Grand Prix                                  | Náhled | Akce                 | Jezdec                  | Vůz                     | Stav MS            |
| ------------------- | ------------------------------------------- | ------ | -------------------- | ----------------------- | ----------------------- | ------------------ |
| 1. GP 12. březen    | Bahrajn Sakhir (Výsledky)                   |        | Závod                | Fernando Alonso         | Renault R26             | Fernando Alonso    |
| 1. GP 12. březen    | Bahrajn Sakhir (Výsledky)                   | Kolo   | Nico Rosberg         | Williams-Cosworth FW28  |                         | Fernando Alonso    |
| 1. GP 12. březen    | Bahrajn Sakhir (Výsledky)                   | Pole   | Michael Schumacher   | Ferrari 248 F1          |                         | Fernando Alonso    |
| 2. GP 19. března    | Malajsie Sepang (Výsledky)                  |        | Závod                | Giancarlo Fisichella    | Renault R26             | Fernando Alonso    |
| 2. GP 19. března    | Malajsie Sepang (Výsledky)                  | Kolo   | Fernando Alonso      | Renault R26             |                         | Fernando Alonso    |
| 2. GP 19. března    | Malajsie Sepang (Výsledky)                  | Pole   | Giancarlo Fisichella | Renault R26             |                         | Fernando Alonso    |
| 3. GP 2. duben      | Austrálie Albert Park (Výsledky)            |        | Závod                | Fernando Alonso         | Renault R26             | Fernando Alonso    |
| 3. GP 2. duben      | Austrálie Albert Park (Výsledky)            | Kolo   | Kimi Räikkönen       | McLaren-Mercedes MP4-21 |                         | Fernando Alonso    |
| 3. GP 2. duben      | Austrálie Albert Park (Výsledky)            | Pole   | Jenson Button        | Honda RA106             |                         | Fernando Alonso    |
| 4. GP 23. duben     | San Marino Imola (Výsledky)                 |        | Závod                | Michael Schumacher      | Ferrari 248 F1          | Fernando Alonso    |
| 4. GP 23. duben     | San Marino Imola (Výsledky)                 | Kolo   | Fernando Alonso      | Renault R26             |                         | Fernando Alonso    |
| 4. GP 23. duben     | San Marino Imola (Výsledky)                 | Pole   | Michael Schumacher   | Ferrari 248 F1          |                         | Fernando Alonso    |
| 5. GP 7. květen     | Evropa Nürburgring (Výsledky)               |        | Závod                | Michael Schumacher      | Ferrari 248 F1          | Fernando Alonso    |
| 5. GP 7. květen     | Evropa Nürburgring (Výsledky)               | Kolo   | Michael Schumacher   | Ferrari 248 F1          |                         | Fernando Alonso    |
| 5. GP 7. květen     | Evropa Nürburgring (Výsledky)               | Pole   | Fernando Alonso      | Renault R26             |                         | Fernando Alonso    |
| 6. GP 14. květen    | Španělsko Circuit de Catalunya (Výsledky)   |        | Závod                | Fernando Alonso         | Renault R26             | Fernando Alonso    |
| 6. GP 14. květen    | Španělsko Circuit de Catalunya (Výsledky)   | Kolo   | Felipe Massa         | Ferrari 248 F1          |                         | Fernando Alonso    |
| 6. GP 14. květen    | Španělsko Circuit de Catalunya (Výsledky)   | Pole   | Fernando Alonso      | Renault R26             |                         | Fernando Alonso    |
| 7. GP 28. květen    | Monako Circuit de Monaco (Výsledky)         |        | Závod                | Fernando Alonso         | Renault R26             | Fernando Alonso    |
| 7. GP 28. květen    | Monako Circuit de Monaco (Výsledky)         | Kolo   | Michael Schumacher   | Ferrari 248 F1          |                         | Fernando Alonso    |
| 7. GP 28. květen    | Monako Circuit de Monaco (Výsledky)         | Pole   | Fernando Alonso      | Renault R26             |                         | Fernando Alonso    |
| 8. GP 11. červen    | Velká Británie Silverstone (Výsledky)       |        | Závod                | Fernando Alonso         | Renault R26             | Fernando Alonso    |
| 8. GP 11. červen    | Velká Británie Silverstone (Výsledky)       | Kolo   | Fernando Alonso      | Renault R26             |                         | Fernando Alonso    |
| 8. GP 11. červen    | Velká Británie Silverstone (Výsledky)       | Pole   | Fernando Alonso      | Renault R26             |                         | Fernando Alonso    |
| 9. GP 25. červen    | Kanada Circuit Gilles Villeneuve (Výsledky) |        | Závod                | Fernando Alonso         | Renault R26             | Fernando Alonso    |
| 9. GP 25. červen    | Kanada Circuit Gilles Villeneuve (Výsledky) | Kolo   | Kimi Räikkönen       | McLaren-Mercedes MP4-21 |                         | Fernando Alonso    |
| 9. GP 25. červen    | Kanada Circuit Gilles Villeneuve (Výsledky) | Pole   | Fernando Alonso      | Renault R26             |                         | Fernando Alonso    |
| 10. GP 2. červenec  | USA Indianapolis (Výsledky)                 |        | Závod                | Michael Schumacher      | Ferrari 248 F1          | Fernando Alonso    |
| 10. GP 2. červenec  | USA Indianapolis (Výsledky)                 | Kolo   | Michael Schumacher   | Ferrari 248 F1          |                         | Fernando Alonso    |
| 10. GP 2. červenec  | USA Indianapolis (Výsledky)                 | Pole   | Michael Schumacher   | Ferrari 248 F1          |                         | Fernando Alonso    |
| 11. GP 16. červenec | Francie Magny-Cours (Výsledky)              |        | Závod                | Michael Schumacher      | Ferrari 248 F1          | Fernando Alonso    |
| 11. GP 16. červenec | Francie Magny-Cours (Výsledky)              | Kolo   | Michael Schumacher   | Ferrari 248 F1          |                         | Fernando Alonso    |
| 11. GP 16. červenec | Francie Magny-Cours (Výsledky)              | Pole   | Michael Schumacher   | Ferrari 248 F1          |                         | Fernando Alonso    |
| 12. GP 30. červenec | Německo Hockenheimring (Výsledky)           |        | Závod                | Michael Schumacher      | Ferrari 248 F1          | Fernando Alonso    |
| 12. GP 30. červenec | Německo Hockenheimring (Výsledky)           | Kolo   | Michael Schumacher   | Ferrari 248 F1          |                         | Fernando Alonso    |
| 12. GP 30. červenec | Německo Hockenheimring (Výsledky)           | Pole   | Kimi Räikkönen       | McLaren-Mercedes MP4-21 |                         | Fernando Alonso    |
| 13. GP 6. srpen     | Maďarsko Hungaroring (Výsledky)             |        | Závod                | Jenson Button           | McLaren-Mercedes MP4-20 | Fernando Alonso    |
| 13. GP 6. srpen     | Maďarsko Hungaroring (Výsledky)             | Kolo   | Felipe Massa         | Ferrari 248 F1          |                         | Fernando Alonso    |
| 13. GP 6. srpen     | Maďarsko Hungaroring (Výsledky)             | Pole   | Kimi Räikkönen       | McLaren-Mercedes MP4-21 |                         | Fernando Alonso    |
| 14. GP 27. srpen    | Turecko Istanbul Park (Výsledky)            |        | Závod                | Felipe Massa            | Ferrari 248 F1          | Fernando Alonso    |
| 14. GP 27. srpen    | Turecko Istanbul Park (Výsledky)            | Kolo   | Michael Schumacher   | Ferrari 248 F1          |                         | Fernando Alonso    |
| 14. GP 27. srpen    | Turecko Istanbul Park (Výsledky)            | Pole   | Felipe Massa         | Ferrari 248 F1          |                         | Fernando Alonso    |
| 15. GP 10. září     | Itálie Monza (Výsledky)                     |        | Závod                | Michael Schumacher      | Ferrari 248 F1          | Fernando Alonso    |
| 15. GP 10. září     | Itálie Monza (Výsledky)                     | Kolo   | Kimi Räikkönen       | McLaren-Mercedes MP4-20 |                         | Fernando Alonso    |
| 15. GP 10. září     | Itálie Monza (Výsledky)                     | Pole   | Kimi Räikkönen       | McLaren-Mercedes MP4-21 |                         | Fernando Alonso    |
| 16. GP 1. říjen     | Čína Shanghai (Výsledky)                    |        | Závod                | Michael Schumacher      | Ferrari 248 F1          | Michael Schumacher |
| 16. GP 1. říjen     | Čína Shanghai (Výsledky)                    | Kolo   | Fernando Alonso      | Renault R26             |                         | Michael Schumacher |
| 16. GP 1. říjen     | Čína Shanghai (Výsledky)                    | Pole   | Fernando Alonso      | Renault R26             |                         | Michael Schumacher |
| 17. GP 8. říjen     | Japonsko Suzuka (Výsledky)                  |        | Závod                | Fernando Alonso         | Renault R26             | Fernando Alonso    |
| 17. GP 8. říjen     | Japonsko Suzuka (Výsledky)                  | Kolo   | Fernando Alonso      | Renault R26             |                         | Fernando Alonso    |
| 17. GP 8. říjen     | Japonsko Suzuka (Výsledky)                  | Pole   | Felipe Massa         | Ferrari 248 F1          |                         | Fernando Alonso    |
| 18. GP 22. říjen    | Brazílie Interlagos (Výsledky)              |        | Závod                | Felipe Massa            | Ferrari 248 F1          | Fernando Alonso    |
| 18. GP 22. říjen    | Brazílie Interlagos (Výsledky)              | Kolo   | Michael Schumacher   | Ferrari 248 F1          |                         | Fernando Alonso    |
| 18. GP 22. říjen    | Brazílie Interlagos (Výsledky)              | Pole   | Felipe Massa         | Ferrari 248 F1          |                         | Fernando Alonso    |

## Konečné hodnocení Mistrovství světa

### Jezdci
| Poř. | Jezdec               | BHR | MAL | AUS | SMR | EUR | ESP | MON | GBR | CAN | USA | FRA | GER | HUN | TUR | ITA | CHN | JPN | BRA | Body |
| ---- | -------------------- | --- | --- | --- | --- | --- | --- | --- | --- | --- | --- | --- | --- | --- | --- | --- | --- | --- | --- | ---- |
| 1    | Fernando Alonso      | 1   | 2   | 1   | 2   | 2   | 1   | 1   | 1   | 1   | 5   | 2   | 5   | Ret | 2   | Ret | 2   | 1   | 2   | 133  |
| 2    | Michael Schumacher   | 2   | 6   | Ret | 1   | 1   | 2   | 5   | 2   | 2   | 1   | 1   | 1   | 8†  | 3   | 1   | 1   | Ret | 4   | 121  |
| 3    | Felipe Massa         | 9   | 5   | Ret | 4   | 3   | 4   | 9   | 5   | 6   | 2   | 3   | 2   | 7   | 1   | 9   | Ret | 2   | 1   | 80   |
| 4    | Giancarlo Fisichella | Ret | 1   | 5   | 8   | 6   | 3   | 6   | 4   | 4   | 3   | 6   | 6   | Ret | 6   | 4   | 3   | 3   | 6   | 72   |
| 5    | Kimi Räikkönen       | 3   | Ret | 2   | 5   | 4   | 5   | Ret | 3   | 3   | Ret | 5   | 3   | Ret | Ret | 2   | Ret | 5   | 5   | 65   |
| 6    | Jenson Button        | 4   | 3   | 10† | 7   | Ret | 6   | 11  | Ret | 9   | Ret | Ret | 4   | 1   | 4   | 5   | 4   | 4   | 3   | 56   |
| 7    | Rubens Barrichello   | 15  | 10  | 7   | 10  | 5   | 7   | 4   | 10  | Ret | 6   | Ret | Ret | 4   | 8   | 6   | 6   | 12  | 7   | 30   |
| 8    | Juan Pablo Montoya   | 5   | 4   | Ret | 3   | Ret | Ret | 2   | 6   | Ret | Ret |     |     |     |     |     |     |     |     | 26   |
| 9    | Nick Heidfeld        | 12  | Ret | 4   | 13  | 10  | 8   | 7   | 7   | 7   | Ret | 8   | Ret | 3   | 14  | 8   | 7   | 8   | 17† | 23   |
| 10   | Ralf Schumacher      | 14  | 8   | 3   | 9   | Ret | Ret | 8   | Ret | Ret | Ret | 4   | 9   | 6   | 7   | 15  | Ret | 7   | Ret | 20   |
| 11   | Pedro de la Rosa     |     |     |     |     |     |     |     |     |     |     | 7   | Ret | 2   | 5   | Ret | 5   | 11  | 8   | 19   |
| 12   | Jarno Trulli         | 19  | 9   | Ret | Ret | 9   | 10  | 17† | 11  | 6   | 4   | Ret | 7   | 12† | 9   | 7   | Ret | 6   | Ret | 15   |
| 13   | David Coulthard      | 10  | Ret | 8   | Ret | Ret | 14  | 3   | 12  | 8   | 7   | 9   | 11  | 5   | 15† | 12  | 9   | Ret | Ret | 14   |
| 14   | Jacques Villeneuve   | Ret | 7   | 6   | 12  | 8   | 12  | 14  | 8   | Ret | Ret | 11  | Ret |     |     |     |     |     |     | 7    |
| 15   | Mark Webber          | 6   | Ret | Ret | 6   | Ret | 9   | Ret | Ret | 12  | Ret | Ret | Ret | Ret | 10  | 10  | 8   | Ret | Ret | 7    |
| 16   | Robert Kubica        | TD  | TD  | TD  | TD  | TD  | TD  | TD  | TD  | TD  | TD  | TD  | TD  | DSQ | 12  | 3   | 13  | 8   | 8   | 6    |
| 17   | Nico Rosberg         | 7   | Ret | Ret | 11  | 7   | 11  | Ret | 9   | Ret | 9   | 14  | Ret | Ret | Ret | Ret | 11  | 10  | Ret | 4    |
| 18   | Christian Klien      | 8   | Ret | Ret | Ret | Ret | 13  | Ret | 14  | 11  | Ret | 12  | 8   | Ret | 11  | 11  |     |     |     | 2    |
| 19   | Vitantonio Liuzzi    | 11  | 11  | Ret | 14  | Ret | 15† | 10  | 13  | 13  | 8   | 13  | 10  | Ret | Ret | 14  | 10  | 14  | 16  | 1    |
| 20   | Scott Speed          | 13  | Ret | 9   | 15  | 11  | Ret | 13  | Ret | 10  | Ret | 10  | 12  | 11  | 13  | 13  | 14  | 18† | 11  | 0    |
| 21   | Tiago Monteiro       | 17  | 13  | Ret | 16  | 12  | 16  | 15  | 16  | 19  | Ret | Ret | DSQ | 9   | Ret | Ret | Ret | 16  | 15  | 0    |
| 22   | Christijan Albers    | Ret | 12  | 11  | Ret | 13  | Ret | 12  | 15  | Ret | Ret | 15  | DSQ | 10  | Ret | 17  | 15  | Ret | 14  | 0    |
| 23   | Takuma Sató          | 18  | 14  | 12  | Ret | Ret | 17  | Ret | 17  | 15† | Ret | Ret | Ret | 13  | NC  | 16  | DSQ | 15  | 10  | 0    |
| 24   | Robert Doornbos      | TD  | TD  | TD  | TD  | TD  | TD  | TD  | TD  | TD  | TD  | TD  | TD  | TD  | TD  | TD  | 12  | 13  | 13  | 0    |
| 25   | Yuji Ide             | Ret | Ret | 13  | Ret |     |     |     |     |     |     |     |     |     |     |     |     |     |     | 0    |
| 26   | Sakon Yamamoto       |     |     |     |     |     |     |     | TD  | TD  | TD  | TD  | Ret | Ret | Ret | Ret | 16  | 17  | 16  | 0    |
| 27   | Franck Montagny      |     |     |     |     | Ret | Ret | 16  | 18  | Ret | Ret | 16  |     |     | TD  | TD  | TD  | TD  | TD  | 0    |

| Legenda k tabulce | Legenda k tabulce                                                                       |
| Barva             | Výsledek                                                                                |
| ----------------- | --------------------------------------------------------------------------------------- |
| Zlatá             | Vítěz                                                                                   |
| Stříbrná          | 2. místo                                                                                |
| Bronzová          | 3. místo                                                                                |
| Zelená            | Bodované umístění                                                                       |
| Modrá             | Nebodované umístění                                                                     |
| Modrá             | Dokončil neklasifikován (NC)                                                            |
| Fialová           | Odstoupil (Ret)                                                                         |
| Červená           | Nekvalifikoval se (DNQ)                                                                 |
| Červená           | Nepředkvalifikoval se (DNPQ)                                                            |
| Černá             | Diskvalifikován (DSQ)                                                                   |
| Bílá              | Nestartoval (DNS)                                                                       |
| Bílá              | Závod zrušen (C)                                                                        |
| Světle modrá      | Pouze trénoval (PO)                                                                     |
| Světle modrá      | Páteční testovací jezdec (TD)                                                           |
| Bez barvy         | Netrénoval (DNP)                                                                        |
| Bez barvy         | Vyřazen (EX)                                                                            |
| Bez barvy         | Nepřijel (DNA)                                                                          |
| Bez barvy         | Odvolal účast (WD)                                                                      |
| Bez barvy         | Nezúčastnil se (prázdné)                                                                |
| Označení          | Význam                                                                                  |
| Tučnost           | Pole position                                                                           |
| Kurzíva           | Nejrychlejší kolo                                                                       |
| †                 | Jezdec nedojel do cíle, ale byl klasifikován, protože odjel více než 90 % délky závodu. |
| ‡                 | Byl udělován poloviční počet bodů, protože bylo odjeto méně než 75 % délky závodu.      |
| Horní index       | Umístění bodujících jezdců ve sprintu                                                   |

### Pohár konstruktérů
| * | Vůz        | Body |
| - | ---------- | ---- |
| 1 | Renault    | 206  |
| 2 | Ferrari    | 201  |
| 3 | McLaren    | 110  |
| 4 | Honda      | 86   |
| 5 | BMW        | 36   |
| 6 | Toyota     | 35   |
| 7 | Red Bull   | 16   |
| 8 | Williams   | 11   |
| 9 | Toro Rosso | 1    |

### Národy
| *  | Stát           | Body |
| -- | -------------- | ---- |
| 1  | Německo        | 168  |
| 2  | Španělsko      | 153  |
| 3  | Brazílie       | 110  |
| 4  | Itálie         | 88   |
| 5  | Velká Británie | 70   |
| 6  | Finsko         | 65   |
| 7  | Kolumbie       | 26   |
| 8  | Kanada         | 7    |
| 9  | Austrálie      | 7    |
| 10 | Polsko         | 6    |
| 11 | Rakousko       | 2    |

## Roční statistiky
| Vítězství               | Vůz        | Motor      | Národ             |
| ----------------------- | ---------- | ---------- | ----------------- |
| Michael Schumacher 7x   | Ferrari 9x | Ferrari 9x | Německo 7x        |
| Fernando Alonso 7x      | Renault 8x | Renault 8x | Španělsko 7x      |
| Felipe Massa 2x         | Honda 1x   | Honda 1x   | Brazílie 2x       |
| Giancarlo Fisichella 1x |            |            | Itálie 1x         |
| Jenson Button 1x        |            |            | Velká Británie 1x |

| Pole Position           | Vůz        | Motor       | Národ             |
| ----------------------- | ---------- | ----------- | ----------------- |
| Fernando Alonso 6x      | Renault 7x | Renault 7x  | Španělsko 6x      |
| Michael Schumacher 4x   | Ferrari 7x | Ferrari 7x  | Německo 4x        |
| Kimi Räikkonen 3x       | McLaren 3x | Mercedes 3x | Finsko 3x         |
| Felipe Massa 3x         | Honda 1x   | Honda 1x    | Brazílie 3x       |
| Giancarlo Fisichella 1x |            |             | Itálie 1x         |
| Jenson Button 1x        |            |             | Velká Británie 1x |

| Nejrychlejší kolo     | Vůz         | Motor       | Národ        |
| --------------------- | ----------- | ----------- | ------------ |
| Michael Schumacher 7x | Ferrari 9x  | Ferrari 9x  | Německo 8x   |
| Fernando Alonso 5x    | Renault 5x  | Renault 5x  | Španělsko 5x |
| Kimi Räikkonen 3x     | McLaren 3x  | Mercedes 3x | Finsko 3x    |
| Felipe Massa 2x       | Williams 1x | Cosworth 1x | Brazílie 2x  |
| Nico Rosberg 1x       |             |             |              |

| Podium                  | Vůz         | Motor       | Národ             |
| ----------------------- | ----------- | ----------- | ----------------- |
| Fernando Alonso 14x     | Renault 19x | Ferrari 20x | Španělsko 15x     |
| Michael Schumacher 12x  | Ferrari 19x | Renault 19x | Německo 14x       |
| Felipe Massa 7x         | McLaren 9x  | Mercedes 9x | Brazílie 7x       |
| Kimi Räikkonen 6x       | Honda 3x    | Honda 3x    | Finsko 6x         |
| Giancarlo Fisichella 5x | BMW 2x      | BMW 2x      | Itálie 5x         |
| Jenson Button 3x        | Toyota 1x   | Toyota 1x   | Velká Británie 4x |
| Juan Pablo Montoya 2x   | Red Bull 1x |             | Kolumbie 2x       |
| Ralf Schumacher 1x      |             |             | Polsko 1x         |
| David Coulthard 1x      |             |             |                   |
| Pedro de la Rosa 1x     |             |             |                   |
| Nick Heidfeld 1x        |             |             |                   |
| Robert Kubica 1x        |             |             |                   |